# Tajikarao, l'esprit de mon village
Tajikarao, l'esprit de mon village (たぢからお, Tajikarao) est un manga de Jinpachi Mōri (scénario) et Kanji Yoshikai (dessins). La série compte quatre volumes, publiés en français aux éditions Delcourt. .

## Synopsis
Dans le sud du Japon, un petit village, Yamagami, n'est plus peuplé que de vieillards vivant encore de l'agriculture et accordant toujours une grande importance aux rituels religieux leur permettant de communier avec la nature, le culte shintō.
La vie de ce paisible village se voit perturbée lorsqu'un des enfants du pays, traqué par les yakuzas, y cherche refuge. Les habitants n'ont guère le choix : soit ils cèdent leurs terres pour payer les dettes de l'enfant du pays, soit ils entrent en guerre contre les yakuzas.
Ils s'en remettent à la sage du village qui, en état de transe, voit des jeunes venus de la ville se battre pour le village.
Parallèlement, le destin conduit deux jeunes de Tokyo perdus en route vers Yagami.